# Mattia Pesce
Mattia Pesce (Treviso, 3 dicembre 1989) è un ex nuotatore italiano.

## Biografia
Agli europei di Debrecen 2012 si è laureato campione continentale nella staffetta 4x100 metri misti maschile, dove ha gareggiato in batteria con Matteo Milli, Piero Codia e Andrea Rolla (non è sceso in acqua nella finale vinta con il quartetto Mirco Di Tora, Fabio Scozzoli, Matteo Rivolta e Filippo Magnini). Ha vinto il bronzo nei 100 metri rana, terminando alle spalle del connazionale Fabio Scozzoli e dell'ucraino Valerij Dymo.
Ha rappresentato l'Italia ai Giochi olimpici estivi di Londra 2012, dove ha ottenuto il 23º posto nei 100 metri rana.

## Palmarès
- Europei

Debrecen 2012: oro nella 4x100m misti e bronzo nei 100m rana.
- Universiadi

Shenzen 2011: bronzo nei 50m rana e nella 4x100m misti.
- Mondiali giovanili

Rio de Janeiro 2006: oro nei 50m rana e argento nei 100m rana.
- Europei giovanili

Palma di Maiorca 2006: oro nei 50m rana.
Anversa 2007: oro nei 50m rana e nella 4x100m sl.